# Artemidiconus selenae
Artemidiconus selenae (synoniem: Conus selenae) is een in zee levende slakkensoort uit het geslacht Artemidiconus. De slak behoort tot de familie Conidae.